# Джек и Диана (фильм)
«Джек и Диана» (англ. Jack & Diane) — фильм американского режиссёра Брэдли Руста Грэя, снятый в 2012 году.

## Сюжет
Юной Диане перед отъездом в школу во Франции нужно несколько недель прожить в Нью-Йорке под контролем тётки, с которой у девушки нет понимания. Ко всему этому добавляются проблемы с сестрой-близнецом Карен, интимное видео которой однокурсники выложили в Интернет. Совершенно потерянная, Диана бродит по большому городу и пытается найти помощь у первых попавшихся людей. В одном небольшом магазинчике она знакомится с подстриженной под мальчика Джек, которая решает взять Диану под свою опеку. Тётка совершенно не в восторге от новой подруги племянницы, но вынуждена в итоге смириться с происходящим.
Однако Джек хочет не только духовной, но и физической близости с Дианой, на которую та упорно не соглашается. После попытки такой связи у девушки возникают галлюцинации, в которых она видит себя монстром, пожирающим тело подруги. Несколько дней перед расставанием Джек и Диана бродят по городу, беседуют о жизни и о том, что после отъезда вряд ли ещё когда-нибудь встретятся. Уже в Париже Диана получает из Нью-Йорка бандероль с кассетой, на которой записаны песни покойного брата Джек.

## В ролях
- Джуно Темпл — Диана / Карен
- Райли Кио — Джек
- Нил Хафф — Джерри
- Кайли Миноуг — Тара
- Кейра Сеймур — тётушка Линда
- Хэвиленд Моррис — мать Джек
- Дейн ДеХаан — Крис

## Критика
Фильм получил смешанные и в основном негативные отзывы. Его рейтинг на Rotten Tomatoes составляет 13 %, рейтинг на Metacritic — 45/100, что означает «смешанные или средние отзывы».

## Награды
- 2012 Кинофестиваль в Локарно — участие в конкурсной программе[3],[4],[5].
- 2012 фестиваль Трайбека — участие в конкурсной программе в категории «Лучший игровой фильм».